# Speedcar Series
Die Speedcar Series war eine Rennserie, die ihre Rennen ausschließlich in Asien austrug. Die erste offizielle Saison begann im November des Jahres 2007. Bereits nach zwei Saisons wurde der Rennbetrieb wieder eingestellt.

## Geschichte
Im Frühjahr 2007 wurde bekannt gegeben, dass am Jahresende eine neue Rennserie starten werde. Einer der ersten Fahrer, der sofort in die Serie einstieg und in den darauffolgenden Monaten in gewisser Weise als Werbefigur diente, war der ehemalige F1-Pilot Jean Alesi. Auch Johnny Herbert,  Gianni Morbidelli und Stefan Johansson erklärten kurz darauf, dass sie in die neue Serie einsteigen werden. Der erste Test, an dem auch Tony Ave und NASCAR-Fahrer Mike Bliss teilnahmen, fand Anfang März 2007 statt. Das erste offizielle Rennen der Speedcar Series startete am 3. November 2007 auf dem Bahrain International Circuit in as-Sachir, Bahrain. Ende März 2008 erklärten auch der ehemalige Formel-1- und IndyCar-Meister Jacques Villeneuve und der ehemalige Formel-1-Fahrer Heinz-Harald Frentzen ihren Einzug in die Speedcar Series. Nach der Saison 2008/09 wurde der Rennbetrieb eingestellt.

## Format der Rennwochenenden
Die Events wurden an zwei aufeinander folgenden Tagen ausgetragen:
Tag 1:
- Offizielles Training
- Qualifikation
- Rennen 1

Tag 2: 
- Training (Warm Up)
- Rennen 2

Beide Rennen wurden fliegend gestartet, gingen über eine Distanz von 90 Meilen (rund 145 Kilometer) und dauerten maximal 45 Minuten. Ein Betanken der Autos während des Rennens war nicht erlaubt.

## Fahrzeuge
In der Speedcar Series wurden Fahrzeuge mit Tourenwagen-Silhouetten (Stock Cars) eingesetzt, die denen des NASCAR Sprint Cups ähnelten. Wie in einem Markenpokal verfügten alle Teilnehmer über das gleiche technische Material. Die Einheitschassis verfügten dabei über einen V8-Motor mit circa 630 PS und ein Vierganggetriebe. Die Rennreifen, Slicks oder Regenreifen, stammten dabei von Michelin.

### Spezifikationen
- Gewicht: 1800 kg
- Länge: 5283 mm
- Breite: 2032 mm
- Höhe: 1321 mm

## Meister
| Jahr    | Fahrer            |
| ------- | ----------------- |
| 2008    | Johnny Herbert    |
| 2008/09 | Gianni Morbidelli |